# Municipio de Millers
Millers Township es un municipio del condado de Alexander, Carolina del Norte, Estados Unidos. Según el censo de 2020, tiene una población de 2137 habitantes.
Es una subdivisión exclusivamente geográfica que se mantiene con fines exclusivamente estadísticos, puesto que el estado de Carolina del Norte ya no utiliza la herramienta de los townships como gobiernos municipales.

## Geografía
Está ubicado en las coordenadas 35°59′54″N 81°6′37″O / 35.99833, -81.11028 (35.831611, -81.110354).